# Khristina Danilovna Altchevskaia
Khristína Danílovna Altchévskaia (nascida Juravlióva; Borzna, Gubernia de Chernígov, Império Russo, 4 de abriljul./ 16 de abril de 1841greg. – Carcóvia, República Socialista Soviética da Ucrânia, 15 de agosto de 1920) foi uma pedagoga e pensadora russa e ucraniana, esposa do empresário e mecenas Aleksei K. Altchevski, sogra do membro da Academia de arquitetura Aleksei Beketov.

## Biografia

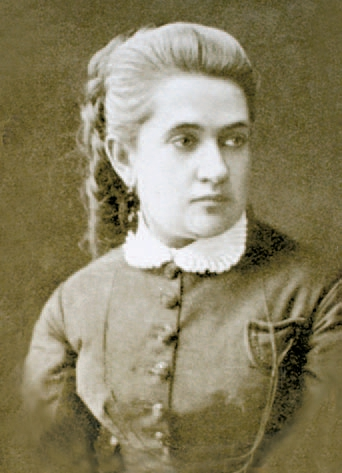
Khristina Altchevskaia

Famosa por sua atividade incansável em favor da educação do povo, dirigiu desde 1860 a escola dominical de Carcóvia, na qual, por sua iniciativa, foi introduzido o sistema de conselhos pedagógicos e diários pedagógicos dos estudantes.
Por iniciativa de Altchevskaia e com sua colaboração ativa, foi publicado o guia crítico de livros para crianças e pessoas do povo lerem, "Chto tchitát naródu?" (O que há para o povo ler?), que incluía resenhas sobre livros para o povo e comentários dos próprios leitores, gente do povo. A ela pertencem os artigos "Ogoródnik" (O hortelão), que saiu no periódico "Detskoe Tchtenie" (Leitura Infantil), em 1870), "Istória otkrytia chkóli v derevne Alekseievke" (História da abertura de uma escola na aldeia de Alekseievka), no "Iujni Krai"(Região Sulista), em 1881, e "Dramatitcheskie proizvedenia, kak oni ponimaiutsia narodom" (Obras dramáticas, como o povo as entende), no "Severni Vestnik" (Mensageiro do Norte), em 1887.
Coautora dos trabalhos bibliográficas "Chto tchitát naródu?" (3 tomos, 1888 — 1906). Fundadora do método de ensino de alfabetização para adultos.
Em 1887, o jovem casal Boris Dmitrievitch e Maria Nikolaevna Grintchenko vieram para a vila de Alekseievka, na gubérnia de Ekaterinoslav (agora, oblast de Lugansk, na Ucrânia) para trabalhar na escola popular de Altchevskaia.
Mikóla Mikhnóvski, seu colaborador e aluno, foi um dos líderes do movimento nacionalista ucraniano.

## Família
Filhos:

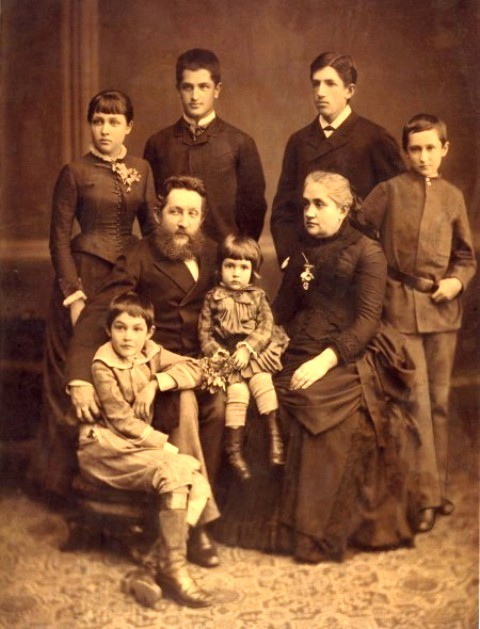
A Família Altchevski

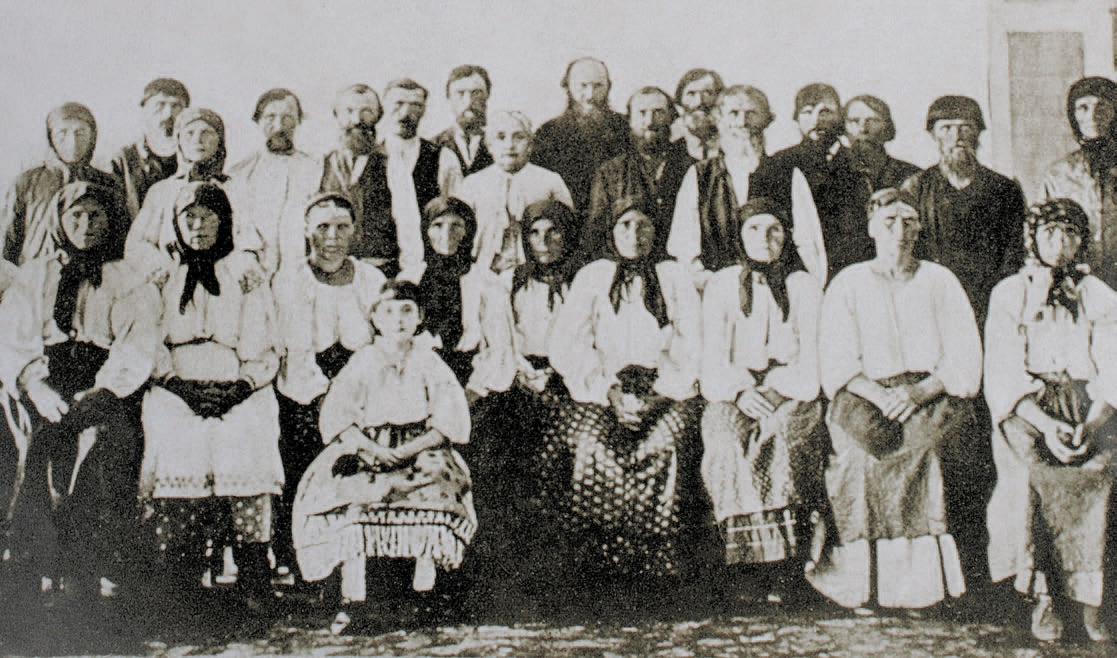
Kh. D. Altchevskaia com camponeses vila de Alekseievka, do vólost de Mikhailovka, província de Slovianoserbsk. Começo do Século XX.

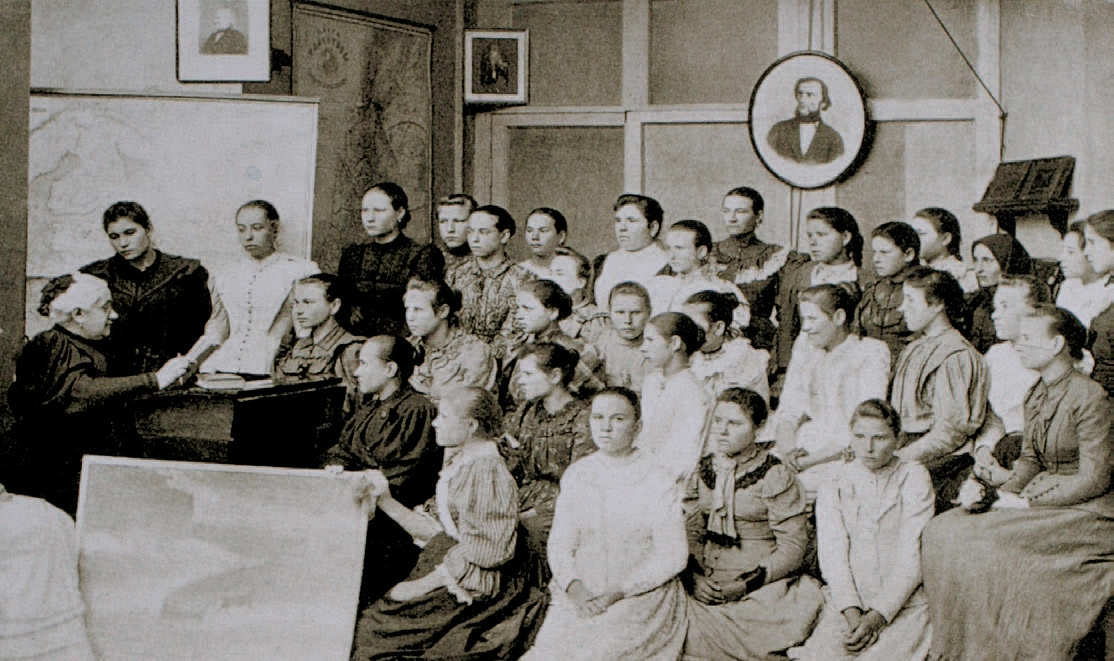
Aula de leitura na escola dominical particular feminina de Kharkov, conduzida por Khristina D. Altchevskaia. Começo do Século XX.

- Dmitri (1866 — 1920), empresário, fuzilado pelos bolcheviques na Crimeia (Bagreievka) .[2]
- Grigóri (1866 — 1920), popular compositor.
- Anna (1868 — 1931), esposa de Aleksei Nikolaievitch Beketov.
- Nikolai (1872 — 1942), crítico teatral, autor do primeiro abecedário para adultos soviético ucraniano.
- Ivan (1876 — 1917), o "rei dos tenores", solista no teatro de ópera Mariinski.
- Khristina (1882 — 1931), poetisa ucraniana, tradutora e pedagoga.